# Черничево (област Кърджали)
 Тази статия е за селото в Област Кърджали.  За селото в Област Пловдив вижте Черничево (Област Пловдив).  
Черничево е село в Южна България. То се намира в община Крумовград, област Кърджали.

## География
Село Черничево се намира в южната част на Източните Родопи, на 2,5 – 3 километра от границата с Гърция.
Намира се на 8 км източно от село Аврен.

## История
Черничево е старо българско село. Според Любомир Милетич, българите в Черничево са от „извънредно хубав, здрав родопски сой“. Старото име на селото е Дунята (диалектна дума за дюля) или Дутлу (Дутли), което име носи до 1934 година.

### Античност
Черничево се намира в регион с богата история. В околностите му (в местността Хамбар дере) са запазени тракийски долмени, което говори, че тук е съществувала развита цивилизация още от Античността. Две тракийски могили има край с. Аврен, което се намира на около 8 км западно от Черничево. Само на около 50 км на север от Черничево се намира прочутото тракийско светилище, което днес е известно като Перперикон. На около 110 км източно от Черничево е била столицата на Одриското царство – Ускудама /днес в развалини в близост до Одрин/. Вероятно траките в района на Черничево са били от племето на бесите или на сатрите. За това свидетелства Херодот, който съобщава, че „бесите са населявали южните страни на Родопите и служели като жреци на друго тракийско племе, наречено сатри, което населявало центъра на Родопите. Това племе от никой завоевател не било поробвано, дори и от самия Ксеркс, който е заробил всички други племена“. Географското описание, което дава Херодот, е с голяма стойност, когато се разглежда историята на Черничево, особено като се има предвид предположението на известния български археолог проф. Николай Овчаров, че известното в древността светилище на Дионис се е намирало именно на Перперикон. Близостта на региона до Ускудама е аргумент в полза на хипотезата за принадлежността на местните жители към бесите. Ако светилището на Перперикон е така дълго търсеното загадъчно дионисово прорицалище, то в южната страна на планината са разположени тъкмо Черничево и Аврен. Известно е, че отнемането на светилището от бесите и даването му на одрисите е станало повод за антиримско въстание под предводителството на жреца Вологез(Вологес). Това предоставяне на свещената местност на одрисите би било възможно единствено, ако те имаха географска близост до нея. Въстанието на бесите обхванало и други области, но накрая било смазано, а участниците в него са подложени на репресии. Известно е, че части от непокорните беси са били преселвани в други области. Независимо от това, до края на античните векове и в началото на Средновековието в Родопите се запазват компактни тракийски маси.

### Средновековие
В процеса на разпадане на Римската империя, Родопите станали съставна част от Източната Римска империя с център Константинопол. Около 4 век след Рождество Христово, въпреки множеството варварски нашествия и миграциите по различни поводи, в Родопите все още е съществувало значително тракийско население. Известно е, че около 400 г. в планината пристигнал епископ Никита Ремесиански, от града Ремесиана, между днешните градове Ниш и Бяла паланка в Сърбия. Той е мисионерът, пръв провел масово проповядване на християнството сред траките в Родопите. Изглежда, че действително работата на Ремесианския епископ е била плодоносна. Павлин, животоописателят на Никита, съобщава, че в резултат от мисионерската му дейност, Родопите се изпълнили с монашески килии. През 514 г., когато по сведение на съвременници, император Анастасий искал да подкрепи ереста на евтихианството, бесите се намесили с оръжие за защита на православното християнство. През 7 в. родопските земи били включени в 11 епархии. Нови етнически и културни промени в Родопите настъпват с появата на славяните.
Нямаме точни сведения кога славяните са се установили за постоянно в района на Черничево. Сериозното затруднение за точно определяне на периода на славянското заселване идва от липсата на достатъчно археологически находки. Както отбелязва византийският хронист Прокопий Кесарийски (ИБИ. т.3, История на войната, стр.132), „те /славяните/ живеят в бедни колиби и много често променят своите жилища“. Към това трябва да се прибавят и погребалните обичаи на старите славяни, които не са оставили гробища, защото практикували трупоизгарянето. Следователно при датирането на славянското заселване в този край на Балканите трябва да разчитаме на друг анализ. Според Й.Заимов (Заселване на българските славяни на Балканския полуостров, С., 1967), Родопите са „едни от най-рано заселените със славяни области в днешните граници на България“, а като аргумент ученият изтъква голямото сходство между родопските и солунските говори (а Солунската област е сред най-рано заселените от славяни). През 1980 г. при разкопките на славянското селище до с. Седлари, Момчилградско, е открита славянска керамика от 7 в. Може да се смята за сигурно, че към 8 в. Родопите, както и останалите европейски владения на Ромейската империя, са вече славянска етническа област, за което свидетелства и константинополският император Константин Багренородни: „цялата земя се пославянчи и стана варварска“. Може да се допусне с относително голяма увереност, че славяните, живеещи в района на Черничево, са родственици на смоляните, живеещи в Средните и Западните Родопи и на мърваците, населяващи Драмско и Сярско. Постепенно сред славяните в Източните Родопи навлиза християнството – от една страна, поради общуването и смесването (сключването на смесени бракове) със завареното тракийско население, а от друга, поради влиянието на византийската църковна организация. С приемането на християнството, славяните започват да прилагат християнските погребални ритуали. Най-старите християнски некрополи на славяните в Източните Родопи са датирани от средата на 8 век. В района на с. Черничево са открити 5 средновековни християнски некропола, а в района на с.Аврен – 6.
В епохата на Средновековието в политическо отношение Родопите са област на оспорвано влияние между българи и ромеи. В различни периоди Източните Родопи са носили различни имена – Славееви гори (това име е общо за цялата планина), Ахрида и Мора. Битката за надмощие се е водила с променлив успех. Най-големите си победи българската държава постига при управлението на царете Симеон Велики, Калоян и Иван Асен. Особено внимание трябва да се отдели на военните кампании на Калоян. Той е владетелят, най-активно действал в района на Черничево и Източните Родопи. През месец юни 1206 г. Калоян обсажда Димотика, като се ползвал от подкрепата на планинците, живеещи западно от ромейския град. След няколко дни, както съобщава един от хронистите на тези събития, Жофроа дьо Вилардуен, латинската армия на Четвъртия кръстоносен поход тръгнала от Цариград към Димотика, за да помогне на обсадения град. Латинците били предвождани от регента на империята, Хенрих Фландърски, който замествал пленения си брат император Балдуин Фландърски. Калоян предпочел да не влиза в открит бой и отстъпил към Източните Родопи, а латинците го последвали в планината. Вилардуен пише: „А Йоанис [Калоян] се махна и язди назад към своята страна. Те [латинците] го следваха така пет дни; а той вървеше все пред тях. Тогава на петия ден те се настаниха в един замък, който се казва Фраим. Там престояха три дни...“ Месторазположението на Фраим не е ясно установено и има различни предположения, но най-убедителното гласи, че това е крепостта, разположена край мястото, където река Крумовица се влива в Арда. Известният историк Васил Златарски предполага, че Калоян се е оттеглил по долината на река Арда, което значи, че е бил в непосредствена близост, а вероятно и в близки взаимоотношения с българите в Черничевско. Неслучайно в края на август същата година българската войска се връща и превзема Димотика.
Най-значителният епизод с участието на българите от района на Черничево по време на българо-латинската война се разиграва през 1207 г. През месец юли император Хенрих, който заместил на константинополския престол покойния си брат Балдуин, се срещнал със солунския крал Бонифаций Монфератски на брега на река Марица при град Ипсала. По сведенията на Вилардуен, двамата договорили съвместните си военни действия против българската държава. След срещата Бонифаций се оттеглил в град Мосинопол (сега в развалини на 10 км западно от Комотини в днешна Гърция). Там по съвета на местните гърци той направил един конен поход в планината над града, така наречената „Мосинополска планина“ (днешният Гюмюрджински снежник) „на разстояние повече от един ден от града“. Това съобщение трябва да се тълкува като наказателна акция срещу българското население в Южните Родопи, което непрекъснато подкрепяло българските военни действия. Въпреки че летописецът не дава точни сведения за маршрута на Бонифаций, по всичко изглежда, че той е навлязъл доста навътре в планината, дори вероятно е преминал прохода Маказа. „И когато той бе в тази местност и се канеше да си тръгва, местните българи се бяха събрали и видяха, че маркизът бе с малко хора. И идват от всички страни и нападат неговата задна охрана. И когато маркизът чу тревогата, той скочи съвсем безоръжен върху един кон с меч в ръката. И когато дойде там, където [българите] бяха нападнали ариергарда му, той се хвърли върху тях и ги преследва доста далече назад. Там маркиз Бонифаций дьо Монфера бе смъртно ранен в плешката под рамото; той започна да губи кръв... И онези, които останаха с него, а те бях малко, бяха избити. И отрязаха главата на маркиз Бонифаций дьо Монфера. И местните хора изпратиха главата му на Йоанис [Калоян]“. Хронистът нарича изрично местните българи „bugre da la terra“. От думите на автора става ясно, че саморазправата с латините е извършена чрез събиране на народно опълчение, по подобие на това, което кан Крум сбрал през 811 г., за да разбие ромеите при Върбишкия проход. Има голямо основание да се вярва, че българите от Черничево са взели дейно участие в гореописаните събития, още повече, че за тях районът е бил много добре познат – известно е например, че през османското владичество черничевци са ходили в Гюмюрджина (днес Комотини) да търгуват. Т.е. напълно в техните възможности е било да се организират съвместно с българите от Кирково, Аврен, Тихомир и други села, за да разбият нашествениците. Фактът, че „местните българи“ са изпратили главата на солунския крал на българския владетел, красноречиво говори за силното народностно съзнание на населението в южната част на Родопите.
От Средновековието в близост до Черничево са останали основите на крепост, църква и манастир, които са разрушени вероятно при турското нашествие.

### Османско владичество
В епохата на османското владичество с. Черничево е включено в състава на административна единица, наречена кааза Султан ери. Населението е облагано с тежки данъци, особено данъкът джизие, или още „харадж“, който е бил задължителен за немюсюлманите в империята. Друга тегоба за местните хора е т.нар „кръвен данък“ – насилственото отвеждане на малки момчета, които били превръщани в еничари. Имало е и ислямизационни процеси, при които част от населението приело исляма, поради насилие или поради икономически причини. Поради насилствена ислямизация, в Дунята се преселил един бежански род от Средните Родопи, от Смолянско. Самото Черничево също е подложено на насилствено помохамеданчване, но голяма част от тукашните българи християни успели да запазят религията си. Във връзка с тези събития Борис Дерибеев в книгата си „Ахрида“ преразказва едно впечатляващо старо предание за избиването на християни от Дунята в местността „Харадж еледи“. Поради немотия, те не можели да платят данъка джизие, но отказвали да приемат и предложената им от османските чиновници алтернатива – да се помюсюлманчат. За наказание били изклани. Всяка година в деня на клането /четвъртък преди Петдесетница/ мюсюлманите от селото отивали на лобното място, палели свещи и колели курбан в памет на покойните си съселяни /в някои случаи – и роднини/. В подкрепа на преданието може да се приведе един цитиран от Любомир Милетич султански ферман относно данъка „харадж“: „Да се събира този данък с най-голяма строгост и който иска да се освободи, нека премине в исляма, а който не иска – да плати или да се погуби“. Възможно е също християни от селото да са се изселили в определен момент поради натиск и насилие, както се е случвало и в други части на Родопите. В периода на турското владичество местното българско християнско население в Родопите често се бунтувало и оказвало съпротива на поробителите. В Златоградския край такъв бунтовник бил прочутият народен герой Дельо войвода, а в района на Черничево – хайдутинът Кольо (виж по-долу народните песни от с. Черничево). Местното название на българите-мохамедани в района е ахряни. В миналото броят на българите-християни и българите-мюсюлмани в селото е бил сравнително еднакъв. Въпреки различието в религията, и двете общности говорят един и същ много приятен за ухото старинен родопски диалект, който принадлежи към рупските говори.

### Възраждане и освободителни борби
Възраждането се проявява и в Дутли и Аврен, макар и по-трудно и бавно. С много усилия в края на 19. век е открито училище. Изградена е църквата „Свети Атанасий“ през 19. век, а Дутли и Аврен се включват в борбата на българите в Ортакьойско за църковна независимост и след 1889 година започват да стават екзархийски. По-късно в Аврен и Дутли са изградени тайни комитети на ВМОРО, а местните жители служат като куриери на организацията. Организационно Източните Родопи били включени в състава на Одринския революционен окръг на ВМОРО.
Комитетът в Дутли е основан в 1889 година от отец Георги Стоянов от Аврен, учителя Ангел Попкиров от Малък Дервент и в него влизат Петко Вилчев, Киро Гинев, Гиню Костов Гинювски, Никола Попстоянов, Георги Младенов, Гого Кирев, както и учителят Кръстю Балабанов от свободна България.
През 1913 г., когато е проведен турският геноцид над българите в Източна Тракия, същият процес се случва и в Източните Родопи. Тези събития са подробно описани от проф. Любомир Милетич в „Разорението на тракийските българи през 1913 година“, изброени са около 100 от жертвите на башибозука. Църквата е опожарена. Трябва да се спомене и ролята на помаците – част от тях (25 семейства според Милетич) участвали в кланетата и впоследствие избягали в Турция. Това са били местни жители, които насила били принудени да се покръстят при идването на българската армия. Но по-голямата част от помаците запазили неутралитет, а някои дори спасявали живота на съселяните си християни. Десетилетия по-късно се е разказвал спомен за стара българка – мюсюлманка, която скрила християнско момиче у дома си и го облякла с мюсюлмански дрехи, за да не го разпознаят башибозуците.

### Най-нова история
В свободната българска държава, хората от Черничево дали своя дан за нейния напредък. През 1927-29 г. по инициатива на свещеника Иван Величков (бежанец от Драма, Егейска Македония) е построено голямо училище, каквото, според очевидци, нямало дори в околийския център Крумовград. Известно е, че двата циментови лъва над стълбите от южната страна на училищния двор са изработени от крумовградчанина Дивчев. Училището е имало баня за децата. Жителите на Черничево се отличават с будно съзнание, ученолюбие и жажда за успех, заради което в един период през втората половина на 20. век в окръжния град Кърджали селото е наричано „Кадрово“, защото е дало много кадри и специалисти. Днес селото има малко жители, деца вече почти не се раждат, християните са се изселили в градовете, а мнозинството от останалото население е мюсюлманско.
Черничево е дало жертви за България и в двете световни войни. Най-подробна информация има за героите от Втората световна война, където загиват 4-ма наистина големи патриоти:
- Хасан Караосманов
- Ибрям Токов
- Хасан Аптарманов
- Иван Дяков

## Население
Численост и дял на етническите групи според преброяването на населението през 2011 г.:
|                     | Численост | Дял (в %) |
| Общо                | 346       | 100,00    |
| Българи             | 308       | 89,01     |
| Турци               | 27        | 7,80      |
| Цигани              | 0         | 0,00      |
| Други               | 0         | 0,00      |
| Не се самоопределят | 5         | 1,44      |
| Неотговорили        | 6         | 1,73      |

## Религии
В Черничево се изповядват две религии. Традиционното вероизповедание е православното християнство. В селото има църква, наречена „Св. Атанасий“, и няколко християнски гробища, както и открити от археолозите останки от средновековен християнски некропол в близост до днешното село.
Другата религия се изповядва от около триста години – ислям. Има джамия, в която вярващите българи-мюсюлмани се молят. Основно доказателство, че преди ахряните са били християни, е езикът, но съществуват и други свидетелства за това. Така например фактът, че има християнски род Пехливанови, чиито ниви граничат с мюсюлманския род Пехливанови. Някои от земите на християнския род Чавдарови също са имали обща граница със земите на мюсюлманския род Чавдарови. В землището на селото има само едно старо мюсюлманско гробище, което подсказва къде прадедите на днешните мюсюлмани са погребвали своите близки.
Днес мюсюлманството е водеща религия както в с. Черничево, така и в околността. Хората от различни етноси и религии живеят в разбирателство и мир.

## Обществени институции
Кметът на Черничево се избира пряко от жителите на селото. Настоящият кмет е издигнат от ДПС. В селото има пощенска станция, както и три кръчми, в които се развива социалният живот в селото.
Училището в Черничево е било едно от най-големите в околността по време на социализма. В първите година на 21 век там обаче се обучават едва 30 деца от първи до четвърти клас.

## Културни и природни забележителности
Църквата „Св. Атанасий“ заслужава да се види. Изгорена по време на разорението от 1913 г., тя е възстановена само за две години. Иконостасът е правен през 1932-34 г. от майстори от Трявна. През повечето време църквата е заключена, но можете да се обърнете към бай Иван Николов (наричан Вазов), който е пазителят на ключовете. Той е на над 80 години и може да разкаже интересни моменти от историята на Черничево.
Сред природните забележителности се откроява Бяла река, която извира в близост до селото. С чистата си вода и бели камъни, реката напълно оправдава името си! По протежение на течението си, реката образува забележителни природни феномени, наречени „Меандрите на Бяла река“. През 90-те години на 20 век в Бяла река изследователите откриха нов вид риба – източнородопски ендемит, която нарекоха „родопски щипок“.
Друго чудесно място южно от селото е „Ликото вризче“ (Лековитото изворче) – място, почитано и от българите християни, и от българите помаци. Това е много красива местност, където изключително студена, извираща от дълбоко вода, си е издълбала корито в бялата скала. По стара традиция на Успение Богородично черничевци посещават извора и палят свещи в чест на Божията майка, а също и връзват за здраве червени конци на околните дрянови дървета.
В местността Хамбар дере са запазени седем тракийски долмена, в които са били погребани представители на местната тракийска аристокрация, като единият долмен е на дете. Мястото е посещавано от иманяри, които не са проявили уважение към културно-историческата стойност на паметниците и са разрушили някои от тях, търсейки скрити съкровища.

## Редовни събития
Всяка година в последната събота от август се провежда редовният селски събор. Датата не е избрана случайно – на 21 август 1952 г. в престрелка с гръцки диверсанти, проникнали на българска територия, геройски загиват граничарите лейтенант Младен Гергов Калеев (командир на граничната застава) и редник Илия Стоянов Русев. В тяхна памет на датата се прави събор. На лобното им място днес има паметник, а мястото се нарича „Калеев гроб“. Самият Младен Калеев е родом от село Рогозен, Врачанско (Северна България), а в Черничево живеел при – Станко и Стойка (буля Станковица) Станкови. Трагичното е, че броени дни преди Калеев да загине от вражески куршум, се родила единствената му дъщеря – Зоя. Илия Стоянов Русев е родом от с. Крум, Хасковско, община Димитровград. На родната му къща е поставена паметна плоча.
Ежегодно съборът в Черничево събира над 5000 души. Има жива музика, богат асортимент на промишлени, селскостопански и други стоки. Хората истински се забавляват.

## Кухня
Сред най-популярните местни гозби са качамак, пататник, трахана и омач. Първите две са разпространени и в други части на Родопите, като качамакът се прави и в Северна България под името мамалига. Траханата е ястие с вероятен гръцки произход и се приготвя и в Тракия и Македония. Само в селото се прави полутвърдото черничевско сирене.
Черничево обаче може да претендира за авторството на ястието омач, което е изключително вкусно.
Ето как се правят някои от тези ястия:
-трахана-меси се тесто, което се оставя да втаса 2 – 4 дни. След това се накасва на малки топчета, които продължават да се накъсват докато се получи ситна зърнена маса, която да минава през сито направено от кожа-гьон, на която има направени дупки

## Личности
Иван Величков – български православен свещеник, бежанец от Драма, в Егейска Македония, след гръцката окупация на областта, последвала Първата световна война. В Черничево, наред с духовната си дейност, отец Иван развива и активна просветна и социална дейност, която го превръща в най-авторитетната и значима фигура в селото през 20-те, 30-те и 40-те години на 20 век През 1927-29 г. по негова инициатива е построено голямо училище, каквото, според очевидци, нямало дори в околийския център Крумовград. По негова инициатива е създаден разсадник за овощни дръвчета и се въвежда модерното овощарство със селектирани облагородени видове. Свещеник Иван Величков превел турското име Дутли на български като Черничево, както официално се нарича селото от 1930 г.
Станко Ангелов Станков (21.06.1907 – 07.07.1983) – един от най-известните черничевци в новата история на селото. Станко Станков е по-големият син на Ангел и Златка Станкови. През 1913 г. баща му и брат му Павел са убити при разорението на селото от башибозуците, а самият той се спасил по чудо. Известен е като пчелар и овощар. Станко и съпругата му Стойка (буля Станковица, дъщеря на Георги Арнаудов) имат три деца: Златка, Ангел и Тянка. Като кметски наместник на с. Черничево по време на гражданската война в Гърция в края на 40-те години на 20 век, Станко Станков е давал подслон на гръцки партизани, воюващи на страната на гръцката комунистическа партия /подкрепата на гръцките комунисти е била българска държавна политика в този период/. Заедно с Тодор Арабаджив каптират извор в близост до селото и така полагат основите на водоснабдяването в селото. Избрал е място и за най-новото християнско гробище в селото, което функционира от началото на 50-те години на 20 век По-късно в дома му е живял лейт. Младен Калеев – командир на местната гранична застава, геройски загинал в престрелка с гръцки деверсанти.
Младен Георгиев Калеев – лейтенант от Гранични войски, командир на граничната застава край с. Черничево. В Черничево живеел при Станко и Стойка (буля Станковица) Станкови. Родом е от Северна България. По сведения от възрастни жители на с. Черничево, лейт. Калеев е бил партизанин преди 9 септември 1944 г. Загива на 21 август 1952 г. в престрелка с диверсанти, проникнали на българска територия, заедно с редник Илия Райков Русев. На лобното им място днес има паметник, а мястото се нарича „Калеев гроб“. Трагичното е, че броени дни преди Калеев да загине от вражески куршум, се родила единствената му дъщеря. По сведения от 80-те години, дъщерята на лейтенант Калеев живяла в София.
Иван Николов Петков – изключително популярен черничевец, роден през 1920 г., превърнал се в емблема на Черничево в началото на 20 век Широко известен е с прозвището „Вазов“. Произлиза от един от най-старите родове в селото – Гиньовския род. Участвал е във Втората световна война и е ранен в Унгария. Има огромни заслуги за ремонта и поддръжката на църквата „Св. Атанасий“ в края на 20 в. – началото на 21 век, заедно със съпругата му Маринка Георгиева Петкова. Дяко Калайджиев – покойният отличен следовател в Окръжна следствена служба – Кърджали – роден в с. Черничево. Георги Станков-психолог и краевед, живущ понастоящем в гр. Хасково. Стефан Стоянов- родолюбец, живущ в гр. Кърджали.

## Особености на местния говор
В с. Черничево се говори старинен български език – напевен и поетичен. Спада към групата на източнобългарските наречия.
Характерно за говора на Черничево е поставянето на пълен член на всички съществителни думи от мъжки род. Казва се например „Дай ми ножЪТ“, вместо съвременната книжовна норма „Дай ми ножА“.
Друго е т.нар. „якане“. Казва се например „тясто“ вместо „тесто“.
Обръщението към дете е „чедо“. Омъжената жена е назовавана „буля“ /местната диалектна форма на „булка“/. Обикновено след омъжването си жената е наричана на името на мъжа си – например „буля Кировица“ или „буля Станковица“.

### Речник
- буля – булка
- вриз (врис) – извор
- главилка – годеж; главене – сгодяване
- рапка – царевица
- фрит – всички, всичко